# Metadiaea fidelis
Metadiaea fidelis Mello-Leitão, 1929 è un ragno appartenente alla famiglia Thomisidae.
È l'unica specie nota del genere Metadiaea.

## Distribuzione
L'unica specie oggi nota di questo genere è stata rinvenuta nel Brasile: nei pressi di Caraça, nello Stato di Minas Gerais

## Tassonomia
Genere rimosso dalla sinonimia con Misumenops F.O.P.-Cambridge, 1900 a seguito di un lavoro dell'aracnologo Lehtinen del 1993 e contra un lavoro della collega Rinaldi del 1983.
Gli esemplari tipo sono reperibili nella collezione aracnologica di Simon al museo di scienze naturali di Parigi (N.8243).
Dal 1948 non sono stati esaminati altri esemplari, né sono state descritte sottospecie al 2014.